# Вайчулис, Артур
Арту́р Ва́йчулис (латыш. Artūrs Vaičulis; 26 февраля 1990, Рига) — латвийский футболист, вратарь.

## Биография

### Клубная карьера
Воспитанник рижских футбольных клубов «Ауда» и «Сконто». С 16-летнего возраста выступал за границей, в Шотландии и на Кипре, но большую часть времени играл за юношеские и молодёжные команды.
На взрослом уровне дебютировал в составе «Кауденбита» в первой лиге Шотландии (третий дивизион) 22 августа 2009 года в матче против «Аллоа Атлетик», эта игра осталась для него единственной в шотландском клубе. Весной 2010 года сыграл два матча в высшем дивизионе Кипра за «АЕ Пафос», дебютную игру провёл 24 апреля 2010 года против «Эрмиса». Затем числился в команде АЕЛ (Лимасол) и играл в одной из низших лиг Кипра за «Атромитос» (Героскипу).
В 2012 году вернулся в Латвию и провёл два сезона в высшей лиге за клуб «Юрмала-ВВ»/«Даугава». Был основным вратарём и сыграл 58 матчей, однако клуб выступал неудачно.
В первой половине 2014 года играл в чемпионате Литвы за «Круою», провёл 6 матчей.
Летом 2014 года перешёл в «Лиепаю», где за оставшуюся часть сезона сыграл 14 матчей. На следующий год, в чемпионском сезоне, сыграл только один матч, появившись на поле на 30 минут в последнем туре, а в 2016 году не сыграл ни одного матча. По окончании сезона 2016 года завершил карьеру.

### Карьера в сборной
Выступал за юношеские и молодёжные сборные Латвии. В национальную сборную призывался в мае 2013 года перед товарищескими матчами против Катара и Турции, но в обеих играх оставался в запасе.